# Mottes castrales de Cabanac-et-Villagrains
Les mottes castrales de Cabanac-et-Villagrains sont un ensemble de deux mottes castrales situées à Cabanac-et-Villagrains près du village de Cabanac, en France.

## Localisation
Les deux mottes sont situées à 100 mètres l'une de l'autre au nord du village de Cabanac.
On peut trouver comme autres dénominations « Las Casterasses » ou « Les Pujeaux ». Dans le nom de Casterasses, on reconnaît le mot latin castra, pluriel de castrum, château, souvent utilisé au Moyen Age pour désigner des sites de la première période féodale.

## Historique
La première motte, particulièrement haute avec 10 mètres d’élévation pour 13 m de diamètre au plateau et 30 m à la base, aujourd’hui en majeure partie boisée, est entourée d’un fossé annulaire large de 12 à 15 m. Ce fossé se confond partiellement avec celui, un peu plus étroit, qui entoure un enclos presque carré, d’une trentaine de mètres de côté ; une levée de terre double intérieurement ce deuxième fossé. Cet ensemble se laisserait volontiers interpréter comme une motte castrale, plus précisément un donjon à motte, et sa basse-cour.
La seconde motte, jouxtant cet ensemble à l’ouest. Elle est nettement plus basse que la première, 4 m seulement, plus large aussi, 20 m de diamètre au plateau et 30 m à la base ; le fossé annulaire, large de 12 à 15 m, qui l’enveloppe touche celui de la basse-cour vers le milieu du côté sud-ouest, sans le recouper. Elle paraît en situation de défense avancée, ce qui n’a pas de signification reconnue dans le contexte des mottes castrales.
Une autre motte aujourd'hui disparue est mentionné sur le site de Gassies, 800 m en aval, plus large et plus élevée que les Casterasses. Il est plausible qu’elle appartienne au même système défensif que les Casterasses, mais elle peut éventuellement en être indépendante.
Le site fait l'objet de fouilles archéologiques depuis les années 2010.
Elles sont inscrites au titre des monuments historiques le 16 avril 2020.